# Crnkasta djetelina
Crnkasta djetelina (lat. Trifolium nigrescens,  jednogodišnja je vrsta iz porodice Fabaceae.  Široko je rasprostranjena po Sredozemlju, uključujući sjevernu Afriku i Bliski istok.